# Mathieu Molé

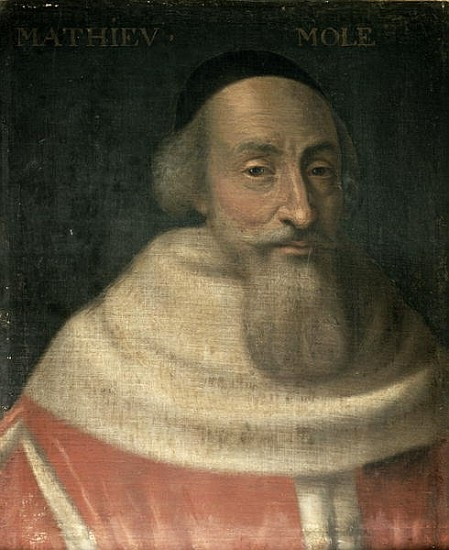
Porträt von Mathieu Molé in der Galerie des Illustres im Schloss Beauregard, 17. Jahrhundert

Mathieu Molé (~ 14. Dezember 1584 in der Pfarrei Saint-André-des-Arts in Paris; † 3. Januar 1656 in Paris) war ein französischer Magistrat und Staatsmann. Als Erster Präsident des Parlements von Paris spielte er eine wichtige Rolle während der Fronde und wurde später zum Siegelbewahrer.

## Leben
Mathieu Molé, Chevalier, Seigneur de Lassy et de Champlâtreux, entstammte einer bürgerlichen Familie, die in der ersten Hälfte des 15. Jahrhunderts in Troyes bezeugt ist und sich in der ersten Hälfte des 16. Jahrhunderts in Paris niederließ. Er ist der Sohn von Édouard Molé († 1616), der Procureur général am Parlement von Paris war, und Marie Chartier.
Mathieu Molé studierte Jura an der Universität Orléans. Er wurde am 29. Juni 1606 als Conseiller im Pariser Parlement zugelassen, wurde 1610 Président aux enquêtes et requêtes du Palais (4 Jahre lang), 1614 Procureur général (27 Jahre lang) als Nachfolger von Nicolas de Bellièvre und nahm an der 1617 in Rouen einberufenen Versammlung der Notablen teil.
Er war es, der den Dichter Théophile de Viau 1623 aufgrund von Anschuldigungen der Jesuiten wegen Blasphemie und Atheismus in der Conciergerie einsperren ließ. Er widersetzte sich vergeblich der Einrichtung von Sondergerichten, die über politische Angelegenheiten urteilen sollten. Wegen seines hartnäckigen Eintretens für die Sache der Brüder Jean-Louis und Michel de Marillac wurde er 1631 suspendiert und zur Rechtfertigung nach Fontainebleau vorgeladen.
Die Beziehungen zwischen Molé und Kardinal Richelieu waren trotz dessen Neigung zu den Doktrinen von Port-Royal zufriedenstellend gewesen. Doch erst nach Richelieus Tod gelang es Molé, die Freilassung seines Freundes, des Abtes von de Saint-Cyran, zu erwirken.
Im November 1641 wurde Molé zum Ersten Präsidenten des Pariser Parlaments ernannt, mit der Anweisung, jede allgemeine Versammlung der Kammern ohne die ausdrückliche Erlaubnis des Königs zu verbieten. Nach dem Tod Richelieus nahm die parlamentarische Unruhe zu. Das Parlament beanspruchte, die Funktion der Generalstände zu übernehmen. Im Jahr 1648 trat das Parlament mit den anderen souveränen Gerichtshöfen – der Cour des Aides, dem Grand Conseil und der Chambre des comptes – zusammen, und die Richter schlugen 27 Artikel vor, die auf die Einführung einer neuen Verfassung hinausliefen. In dem anschließenden langen Konflikt zwischen der Regentin Anna von Österreich und dem Parlament spielte Molé, ohne etwas von den Rechten des Gerichts abzutreten, eine vermittelnde Rolle.

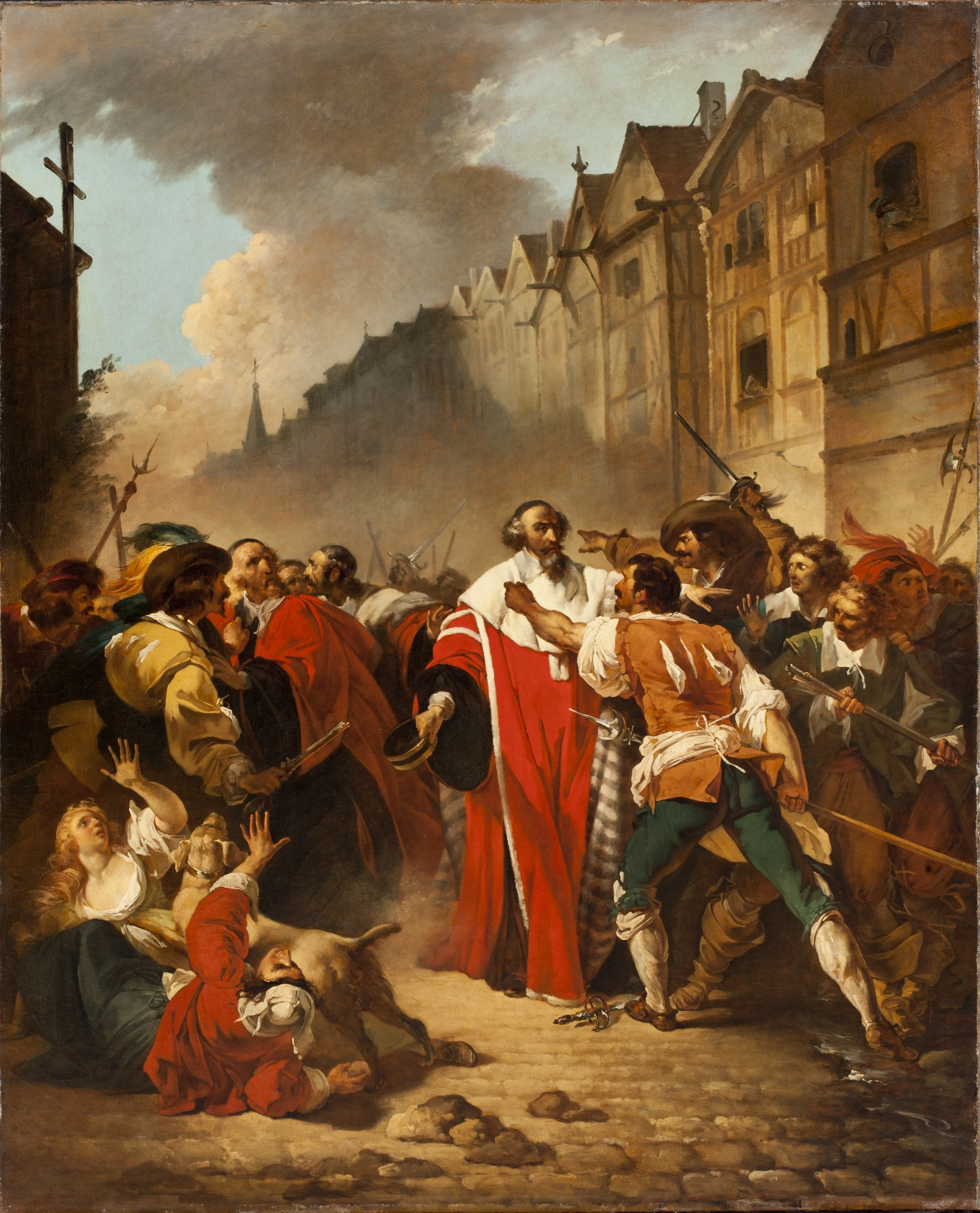
Präsident Molé, von den Aufrührern ergriffen, zur Zeit der Fronde-Kriege. Historiengemälde von François-André Vincent, 1779, Detroit Institute of Arts

Während der Journée des barricades (26. August 1648) ging er zur Königin und zu Kardinal Mazarin, um die Freilassung von Pierre Broussel und René Potier de Blancmesnil zu fordern, deren Inhaftierung der Auslöser des Aufstands gewesen war. Am nächsten Tag wiederholte das Parlement in corpore denselben Schritt. Auf dem Rückweg wurden die Herren des Parlaments in der Rue de l‘Arbre-Sec von der Menge festgenommen, und Molé wurde mit dem Tod bedroht, wenn er nicht entweder Broussel oder Mazarin als Geisel zurückbrächte. Die meisten Magistrate flohen, aber einige, die von Molé angeführt wurden, kehrten zum Palais Royal zurück und überredeten Anna von Österreich, die Gefangenen freizulassen. Molé erwarb sich einen Ruf für seine Furchtlosigkeit – laut Kardinal de Retz „der unerschrockenste Mann meiner Meinung nach, der in seinem Jahrhundert erschienen ist“. Die Szene wurde von François-André Vincent in einem Gemälde von 1779 dargestellt.
Molés Rat zur Mäßigung konnte die erste Fronde nicht verhindern, aber er handelte 1649 den Frieden von Rueil aus und verhinderte eine Konfrontation zwischen den Anhängern von Condé und denen des Kardinals Retz innerhalb des Palais de Justice.
Er lehnte Ehrungen und Auszeichnungen für sich und seine Familie ab, wurde aber vom 3. April 1651 (Eid am 4. April, Rücktritt am 13. April) als Nachfolger von Charles de L’Aubespine und erneut am 9. September 1651 als Nachfolger von Pierre Séguier zum Siegelbewahrer Frankreichs ernannt, das Amt des Ersten Präsidenten gab er zu dieser Zeit auf. Er blieb Siegelbewahrer bis zu seinem Tod am 3. Januar 1656.
Seine Grabrede hielt Antoine Godeau, Bischof von Vence, am 10. Februar 1656 in der Abteikirche von Saint-Antoine-des-Champs, deren Äbtissin seine Tochter Madeleine war. Er wurde in der Kirche der Cordeliers de l’Ave Maria bestattet.

## Ehe und Familie
Um 1608/10 heiratete er Renée de Nicolaï († 22. November 1641), die zweite Tochter von Jean de Nicolaï, Seigneur de Goussainville, Premier Président de la Chambre des comptes de Paris, und Marie (Madeleine) de Billy. Sie hatten zehn Kinder:
- Édouard Molé, (* um 1609; † 6. April 1652 in Paris) Abt von Sainte-Croix de Bordeaux, Bischof von Bayeux, Thesaurarius der Sainte-Chapelle in Paris
- Jean Molé (* 1610; † 6. August 1682 in Paris), Seigneur de Lassy et de Champlâtreux, 1637 Conseiller au Parlement de Paris, und 1643 Maître des requêtes, Conseiller d’État, Intendant de Justice, 1657 Président à mortier der Grand’Chambre; ⚭ Madeleine Garnier († 18. Juli 1661), Tochter von Mathieu Garnier, Trésorier des Parties Casuelles
- François Molé (* um 1625; † 5. Mai 1712), 1658 Marquis de Porquerolles, Abt von Sainte-Croix de Bordeaux, Saint-Paul-de-Verdun, Saint-Menge, Hérivaux, Chambre-Fontaine und La Prée, 1650 Conseiller au Parlement, 1657 Maître des requêtes
- Mathieu Molé († 23. August 1658), Malteserordensritter, Chef d’escadre, kauft die Insel Porquerolles und schenkt sie seinem Bruder
- Jeanne Gabrielle Molé († 14. Juni 1637); ⚭ Jean Molé, Seigneur de Juzanvigny, Président aux enquêtes du Parlement de Paris, ihr Vetter
- Madeleine Molé (* um 1607; † 28. April 1681), geistlich in Chelles, ab 1652 Äbtissin von Saint-Antoine-des-Champs in Paris
- Françoise Molé († 21. April 1686), geistlich in Chelles, 1654 Koadjutorin ihrer Schwester und ab April 1681 Äbtissin von Saint-Antoine-des-Champs
- Jeanne, Madeleine und Anne Molé, geistlich